# Canton de Sedan-Est
Le canton de Sedan-Est est une ancienne division administrative française située dans le département des Ardennes et la région Champagne-Ardenne.

## Histoire
Le canton de Sedan-Est est formé en 1973 par réorganisation des cantons de Sedan-Sud et Sedan-Nord.

## Représentation
| Période | Période | Identité                        | Étiquette | Qualité                                                                                             |
| ------- | ------- | ------------------------------- | --------- | --------------------------------------------------------------------------------------------------- |
| 1973    | 1979    | Henri Rongère                   | DVD       | Président de la Chambre de Commerce et d'Industrie Ancien conseiller général du Canton de Sedan-Sud |
| 1979    | 1985    | Gilles Charpentier              | PS        | Médecin Député (1981-1986) Maire de Sedan (1971-1983) Conseiller régional (1981-1986)               |
| 1985    | 1992    | Henri Rongère                   | app. RPR  | |
| 1992    | 2004    | Pierre Sulfourt                 | DVD       | Maire de Bazeilles (1989-2014)                                                                      |
| 2004    | 2011    | Didier Herbillon                | PS        | Professeur Maire de Sedan depuis 2008                                                               |
| 2011    | 2015    | Christian Apothéloz (1946-2019) | PS        | Adjoint au maire de Sedan                                                                           |

## Composition
Le canton de Sedan-Est se composait d’une fraction de la commune de Sedan et de dix autres communes. Il comptait 13 764 habitants (population municipale) au 1er janvier 2012.
| Nom                          | Code Insee | Intercommunalité              | Population (dernière pop. légale)              |
| ---------------------------- | ---------- | ----------------------------- | ---------------------------------------------- |
| Sedan (chef-lieu)            | 08409      | CA Ardenne Métropole          | Fraction : 6 678(2012) Commune : 17 829 (2014) |
| Balan                        | 08043      | CA Ardenne Métropole          | 1 602 (2014)                                   |
| Bazeilles (commune déléguée) | 08053      | CA Charleville-Mézières/Sedan | 2 048 (2014)                                   |
| Daigny                       | 08136      | CA Ardenne Métropole          | 355 (2014)                                     |
| Escombres-et-le-Chesnois     | 08153      | CC des Portes du Luxembourg   | 372 (2014)                                     |
| Francheval                   | 08179      | CA Ardenne Métropole          | 616 (2014)                                     |
| La Moncelle                  | 08294      | CA Ardenne Métropole          | 137 (2014)                                     |
| Pouru-aux-Bois               | 08342      | CA Ardenne Métropole          | 293 (2014)                                     |
| Pouru-Saint-Remy             | 08343      | CA Ardenne Métropole          | 1 203 (2014)                                   |
| Rubécourt-et-Lamécourt       | 08371      | CA Charleville-Mézières/Sedan | 121 (2014)                                     |
| Villers-Cernay               | 08475      | CA Charleville-Mézières/Sedan | 337 (2014)                                     |

## Démographie
| 1975 | 1982 | 1990   | 1999   | 2006   | 2011   | 2012   |
| ---- | ---- | ------ | ------ | ------ | ------ | ------ |
| -    | -    | 15 514 | 15 075 | 14 891 | 13 945 | 13 764 |